# Cerf-volant (géométrie)
Pour les articles homonymes, voir Cerf-volant (homonymie).

Un cerf-volant convexe avec ses côtés égaux, ses diagonales perpendiculaires et son cercle inscrit.

Tous les cerfs-volants convexes sont des quadrilatères circonscriptibles.

En géométrie, un cerf-volant est un quadrilatère dont une des diagonales est un axe de symétrie (ou — ce qui est équivalent — un quadrilatère formé de deux paires de côtés adjacents égaux). Les diagonales peuvent se couper à l'intérieur (cerf-volant convexe) ou à l'extérieur (« pointe de flèche » ou cerf-volant non convexe). Ceci contraste avec un parallélogramme, où les côtés égaux sont opposés. L'objet géométrique est nommé en référence au cerf-volant que l'on fait voler, qui a, dans son aspect le plus simple, la forme d'un cerf-volant convexe.

## Propriétés

### Propriétés valables dans le cas général
- La diagonale qui est un axe de symétrie divise le cerf-volant en deux triangles isométriques.
- Elle est la médiatrice de l'autre diagonale.
- Si {\displaystyle d_{1}} et {\displaystyle d_{2}} sont les longueurs des diagonales, l'aire est (comme dans tout quadrilatère orthodiagonal , i.e. à diagonales perpendiculaires, non croisé) :{\displaystyle {\mathcal {A}}={\frac {d_{1}d_{2}}{2}}.}

### Propriétés valables dans le cas convexe
- Dans un cerf-volant convexe, la diagonale qui n'est pas l'axe de symétrie divise le cerf-volant en deux triangles isocèles.
- Un cerf-volant convexe est circonscriptible : il possède un cercle inscrit, c'est-à-dire un cercle qui est tangent aux quatre côtés.
- Les cerfs-volants convexes sont les quadrilatères circonscriptibles orthodiagonaux[1].

- Si {\displaystyle a} et {\displaystyle b} sont les longueurs des côtés, et {\displaystyle \theta } l'angle entre les côtés inégaux, l'aire est{\displaystyle {\mathcal {A}}={ab\sin \theta }.}

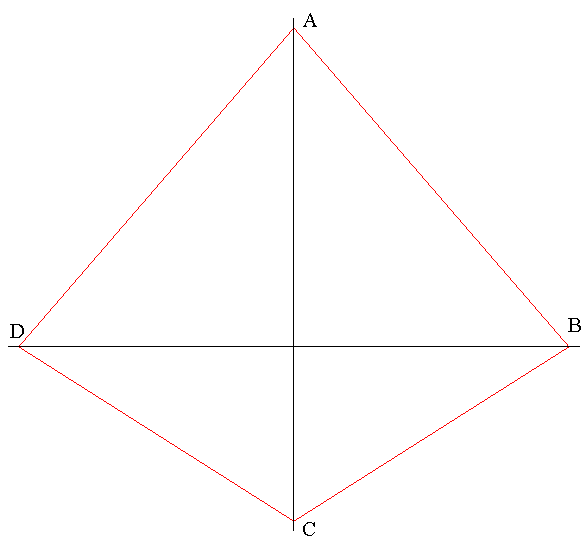
Un cerf-volant à trois angles égaux, face de l'icositétraèdre trapézoïdal.

## Cas particuliers
- Les cerfs-volants dont les côtés sont de la même longueur sont les losanges, dont le carré.

- Les cerfs-volants inscriptibles (c'est-à-dire dont les quatre sommets sont cocycliques) sont les cerfs-volants ayant deux angles droits, dits cerfs-volants droits.

- Les cerfs-volants construits par juxtaposition de deux triangles d'or permettent de réaliser des pavages de Penrose de second type (P2).
- Le cerf-volant ABCD ayant (AC) pour axe de symétrie a ses angles {\displaystyle {\widehat {A}},{\widehat {B}},{\widehat {D}}} égaux si et seulement si {\displaystyle {\widehat {C}}=2\pi -3{\widehat {A}}} et ceci n'est possible que si {\displaystyle {\frac {\pi }{3}}<{\widehat {A}}<{\frac {2\pi }{3}}}.
  - Pour {\displaystyle {\widehat {A}}={\frac {\pi }{2}}} on retrouve le carré.
  - Pour {\displaystyle {\widehat {A}}=\arccos \left({\frac {2-{\sqrt {2}}}{4}}\right)}, on obtient la face de l'icositétraèdre trapézoïdal.

## Dualité

Un cerf-volant et son trapèze isocèle dual.

Le quadrilatère dual du cerf-volant est le trapèze isocèle, ce qui signifie qu'il existe deux bijections de l'ensemble des sommets de l'un vers l'ensemble des côtés de l'autre telles que deux sommets reliés par un côté de l'un aient pour images deux côtés contigus de l'autre. En effet, dans un cerf-volant, les quatre points de contact du cercle inscrit forment un trapèze isocèle. Inversement, les tangentes au cercle circonscrit en les quatre sommets d'un trapèze isocèle forment les quatre côtés d'un cerf-volant. Cette correspondance est un exemple de transformation par polaire réciproque, méthode générale pour faire correspondre des points avec des droites et vice versa étant donné un cercle fixe. Bien qu'ils ne touchent pas le cercle, les quatre sommets du cerf-volant sont réciproques en ce sens aux quatre côtés du trapèze isocèle. Les caractéristiques des cerfs-volants et des trapèzes isocèles qui se correspondent par cette dualité sont indiquées dans le tableau ci-dessous.
| Trapèze isocèle                                     | Cerf-volant                                         |
| --------------------------------------------------- | --------------------------------------------------- |
| Deux paires d'angles adjacents égaux                | Deux paires de côtés adjacents égaux                |
| Deux côtés opposés égaux                            | Deux angles opposés égaux                           |
| Deux côtés opposés avec une perpendiculaire commune | Deux angles opposés avec une bissectrice commune    |
| Un axe de symétrie passant par deux côtés opposés   | Un axe de symétrie passant par deux sommets opposés |
| Cercle circonscrit passant par les sommets          | Cercle inscrit tangent aux côtés                    |